# 新白雪姬傳說
《新白雪姬傳說》（日语：新白雪姫伝説プリーティア），香港譯《白雪戰士》，是佐藤順一、成瀨佳織（成瀬かおり）原作的日本漫画作品。於漫畫雜誌《月刊ASUKA Fantasy DX》（角川書店）上進行連載。單行本全4卷。

## 故事簡介
普通女高中生淡雪姬乃和其小說家父親淡雪薰原本過著貧窮卻和樂的生活；直到有一天，薰入贅到有錢後母夏江的家後，姬乃的生活便每天要面對後母的冷漠和2位姐妹的欺負。直到有天在姬乃面前出現7位自稱“靈騎士”的神秘男子，希望她能成為拯救世界的“伯俐緹亞”。

## 登场人物

### 伯俐緹亞及七個靈騎士
淡雪 姬乃（白雪之普莉緹亞／普莉緹亞）
聲：吉田小百合陸惠玲
年齡：16歲，高中一年級
生日日期：7月9日
星座：巨蟹座
血型：O型
喜歡的飲料：蘋果茶
私立淡雪女學院1年級學生，父親曾是著名少女小說家，普通卻開朗的女高中生，因為父親搬到有錢後母的家而令原本的生活有所不同，便搬進豪宅居住。雖然受到後母和姐妹的無視和欺負，但個性仍十分樂觀，對於出現在她面前的7位靈騎士。希望她能成為新任的[普莉緹亞]曾感到十分困惑。在她天真爛漫的臉孔下，其實是「邪道會館流空手道」的黑帶高手。喜歡颯，最後和颯在一起。在TV中，靠自己的力量成為了[白雪普莉緹亞]及救回細因此昏睡。漫畫版中，因救回新因此昏睡。
颯（風之靈騎士／生命武士）
聲：鳥海浩輔林保全
生日：4月27日
星庭：金牛座
血型：A型
喜歡的飲料：咖啡(加少許牛奶)
靈騎士中的風之騎士。在7個騎士當中，處於領導者的地位。個性沉默寡言、少說多做，非常有責任感。懷疑姬乃是否真有伯利緹亞的資質，一心想叫她打退堂鼓。過去似乎曾和災妃發生過一些事情。平常在姬乃父親的工作室打工。喜歡姬乃，但不勇於面对感情。最後以吻喚醒昏睡的姬乃。
細（音之靈騎士／生命武士）
聲：櫻井孝宏雷霆
生日：12月30日
星座：魔羯座
血型：AB型
喜歡的飲料：玄米茶
靈騎士中的音之騎士。個性和颯完全相反，待人和善，也很受姬乃的信賴。具有冷靜的判斷力，扮演整合靈騎士的角色。有時候眼神會變得非常冷淡。知道颯的過去。平常擔任廣播節目的DJ，深受聽眾歡迎。在TV中，細喜歡災妃（貴子）曾一度為了災妃變為[黑暗騎士]而且喪命。最後復活和恢復原貌的貴子在一起。漫畫版是一个忠於使命的音之騎士及喜歡姬乃，不是喜歡災妃（貴子）。
螢（光之靈騎士／生命武士）
聲：成瀨誠鄺樹培 
生日：2月1日
星座：水瓶座
血型：B型
喜歡的飲料：伯爵紅茶
靈騎士中的光之騎士。屬於里菲騎士裡的理論派，討厭不合理的行動，也不喜歡因此被別人牽連。只要是他覺得合理的方法，就絕對不允許別人擾亂。有點自戀情節。平常的職業是遊戲程式設計師。
阿豪（火之靈騎士／生命武士）
聲：森久保祥太郎陳卓智
生日：8月22日
星座：獅子座
血型：O型
喜歡的飲料：可可亞牛奶
靈騎士中的火之騎士。性格單純明快、豪放磊落，屬於好脾氣的體育型大哥。不過阿豪也有點孩子氣，常常和年紀比他小的冰之騎士萬年，兩人互相競爭。總是依靠自己的第六感行事，但很少出錯。平常是餐廳的服務生。
萬年（冰之靈騎士／生命武士）
聲：矢島晶子林丹鳳
生日：11月25日
星座：射手座
血型：B型
喜歡的飲料：冰淇淋汽水
靈騎士中的冰之騎士，個性十分的鬼靈精怪。目前正處於急欲長大的年紀，常常裝腔作勢以為自己是獨當一面的靈騎士，而搶出風頭的態度也讓他吃足苦頭。最喜歡吃冰，只要姬乃用冰來利誘他，再亂來的事情也能答應。
小初（水之靈騎士／生命武士）
聲：福圓美里黃麗芳
生日：4月7日
星座：白羊座
血型：O型
喜歡的飲料：柳橙汁
靈騎士中的水之騎士。比小新大，但比萬年小。好奇心強，完全靜不下來。很容易和大家打成一片。因為還是個小孩子，平常也會到姬乃家去玩。
小新（植物之靈騎士／生命武士）
聲：仲西環曾秀清
生日：10月16日
星座：天秤座
血型：A型
喜歡的飲料：很甜的皇家奶茶
靈騎士中的植物騎士。是靈騎士裡年紀最小的。性格穩重，消極保守，是個愛哭鬼。對萬年的暴走行為，常常說出一針見血的意見。他的能力和其他靈騎士不同，屬於守護、治療的能力。漫畫版中，因年紀細而在與姬乃變身戰鬥中死亡，最後被姬乃救回復活，但姬乃因此昏睡。

### 次要人物
淡雪 繭根
聲：雪野五月曾秀清 
後母家的大女兒，討厭姬乃到常設陷阱要陷害她，但每次卻以失敗收場，自己最後卻受到自己設的陷阱。
淡雪 真綿
聲：神田朱未劉惠雲
14歲，中學二年級生，才貌雙全，但內心很寂寞，生活並不開心。後母家的二女兒，對姬乃採取無視的態度，到後期慢慢和姬乃之間關係變好，但其纖細的心靈卻受到災妃的利用，暗戀靈騎士中的細。
淡雪 薰
聲：上田祐司李錦綸
43歲，以前是一個暢銷落魄小說家，未娶夏江時是一個十分貧窮的人。
淡雪 夏江
聲：井上喜久子袁淑珍
是大富婆，很愛淡雪薰，很久前已是他的書迷。到後期慢慢對姬乃有好感。
漫畫版被災妃附身，後被救回。
美景
聲：堀江由衣梁少霞
淡雪家的女僕。其實是貴子（災妃）偽裝成的，目的是想比靈騎士快一步利用姬乃的力量。
田中
聲：子安武人招世亮
淡雪家的司機，據說是夏江以前的同學，曾經在讀書時代很喜歡夏江，亦曾想追求夏江，但次次都失敗。
高斗 彌生
聲：田村由香里林元春
姬乃的同學，一般都是活在自己的幻想，是個不折不扣的情報家。
災妃
也即是貴子。十六年前的伯俐緹亞，因向颯告白但被拒絕，所以想毀滅世界，而力量出現變化才變成了災妃。後利用真綿的心靈而成功喚醒芬利露之樹。後來恢復原貌並和細在一起。

## 出版書籍
單行本
| 冊數 | 角川書店      | 角川書店           | 長鴻出版社    | 長鴻出版社           |
| 冊數 | 發售日期      | ISBN               | 發售日期      | EAN                  |
| ---- | ------------- | ------------------ | ------------- | -------------------- |
| 1    | 2000年6月1日  | ISBN 4-04-853203-0 | 2001年10月1日 | EAN 471-0765-15926-9 |
| 2    | 2001年3月1日  | ISBN 4-04-853329-0 | 2001年11月1日 | EAN 471-0765-15961-0 |
| 3    | 2001年4月1日  | ISBN 4-04-853342-8 | 2002年2月1日  | EAN 471-0765-16421-8 |
| 4    | 2001年7月21日 | ISBN 4-04-853392-4 | 2002年7月1日  | EAN 471-0765-16435-5 |

小說
《新白雪姫伝説プリーティア 7人のナイト》（角川書店）
作者： / 原作：佐藤順一、成瀨佳織（角川Teens Ruby文庫）
- 2001年4月1日發售、ISBN 4-04-444201-0

## 動畫版
WOWOW2001年4月4日 - 6月27日放送，全13話。台灣由緯來日本台首播，香港由翡翠台首播。

### 製作團隊
- 原作：佐藤順一、成瀨佳織
- 總監督：佐藤順一
- 監督：佐山聖子
- 系列構成：金卷兼一
- 人物設計、總作畫監督：小林明美
- 魔物設計：宇佐美皓一
- 美術監督：田尻健一
- 色彩設計：川上善美
- 音響監督：田中英行
- 音樂：大森俊之
- 音樂製作：關戶雄一
- 音樂監督：二宮直樹
- 撮影監督：
- 宣傳担当：飯田尚史
- 音響效果：今野康之
- 選曲：佐藤恭野
- 協力制作：海部正樹
- 錄音：小原吉男
- 製作事務：皆川護
- 執行製作：春田克典、川村明廣
- 製作人：福良啟、大槻博文
- 动画制作：HAL FILM MAKER
- 制作協力：角川書店、ASUKA編集部
- 製作：《新白雪姬傳說》制作委员会

### 主題曲
- 片頭曲「White Destiny」

作詞：飯塚麻純／作曲・編曲：大森俊之／歌：石田燿子 
- 片尾曲「Lucky Star」

作詞：飯塚麻純／作曲・編曲：大森俊之／歌：吉田小百合

### 各話列表
| 话数 | 中文标题           | 日文标题 | 脚本              | 分镜                | 演出       | 作画监督          |
| ---- | ------------------ | -------- | ----------------- | ------------------- | ---------- | ----------------- |
| 1    | 命运的风           |          | 金卷兼一          | 佐山聖子            | 佐山聖子   | 竹田逸子          |
| 2    | 让我听見妳的心跳   |          | 金卷兼一          | 佐山聖子            |            | 赤田信人          |
| 3    | 邁向普莉缇亚的道路 |          | 金卷兼一          | 玉川達文            | 玉川達文   | 崎山知明          |
| 4    | 阳光下的约定       |          | 成田良美          | 本猪木浩明 佐山聖子 | 平池芳正   | 服部憲知          |
| 5    | 黑暗的微笑         |          | 金卷兼一          | 西本由起夫          | 西本由起夫 | 千葉道德          |
| 6    | 口红的祕密         |          | 金卷兼一 成田良美 | 紅優                | 藤本義孝   | 宇佐美皓一        |
| 7    | 谁都无法保护       |          |                   | 佐山聖子            | 玉川達文   | 竹田逸子          |
| 8    | 觉醒的时刻         |          | 成田良美          | 佐藤順一            | 平池芳正   | 服部憲知          |
| 9    | 传达不到的旋律     |          | 金卷兼一          | 島崎奈奈子          |            | 赤田信人          |
| 10   | 思念的尽头         |          |                   | 真野玲              | 林有紀     | 早川淳一          |
| 11   | 玻璃眼眸           |          | 成田良美          | 小林智樹            | 追崎史敏   | 門之園恵美        |
| 12   | 再一次的温暖       |          | 金卷兼一          | 西本由起夫          | 西本由起夫 | 宇佐美皓一        |
| 13   | 白雪传说           |          | 金卷兼一          | 佐山聖子            | 佐山聖子   | 竹田逸子 小林明美 |

### 播放電視台
| 播放地區       | 播放電視台   | 播放日期                      | 播放時間                   |
| -------------- | ------------ | ----------------------------- | -------------------------- |
| 日本全域       | WOWOW        | 2001年4月4日 - 6月27日        | 星期三 18時30分 - 19時00分 |
| 富山縣         | 鬱金香電視台 | 2001年10月2日 - 12月25日      | 星期二 25時50分 - 26時20分 |
| 秋田縣         | 秋田放送     | 2001年10月3日 - 12月26日      | 星期三 25時55分 - 26時25分 |
| 京都府         | KBS京都      | 2001年10月4日 - 12月27日      | 星期四 18時30分 - 19時00分 |
| 兵庫縣         | SUN電視台    | 2001年10月5日 - 12月28日      | 星期五 17時30分 - 18時00分 |
| 香川縣、岡山縣 | 瀨戶内海放送 | 2001年10月11日 - 2002年1月3日 | 星期四 25時30分 - 26時00分 |
| 岐阜県         | 岐阜放送     | 2001年11月11日 - 2002年2月3日 | 星旗日 7時00分 - 7時30分   |
| 日本全域       | KIDS STATION | 2001年11月15日 - 2002年2月7日 | 星期四 22時30分 - 23時00分 |
| 奈良縣         | 奈良電視台   | 2001年12月3日 - 2002年2月25日 | 星期一 8時00分 - 8時30分   |
| 福岡縣         | TVQ九州放送  | 2003年1月 - 3月               | 星期六 7時00分 - 7時30分   |
| 東京都         | TOKYO MX     | 2004年9月3日 - 11月26日       | 星期五 18時30分 - 19時00分 |

## 相關商品

### CD
販售、發售皆為NBC環球娛樂。
原聲帶
- Vol.1 （2001年6月22日發售）
- Vol.2 （2001年8月24日發售）

廣播劇CD
（2001年10月25日發售）

### DVD
販售、發售皆為NBC環球娛樂。
DVD（單卷）
第1巻分為初回限定版與通常版2種。初回限定版全5卷收納並附贈盒子。各卷皆有封入特典跟映像特典。
1. 第1話 - 第2話收錄 （2001年8月24日發售）
2. 第3話 - 第4話收錄 （2001年9月21日發售）
3. 第5話 - 第7話收錄 （2001年10月25日發售）
4. 第8話 - 第10話收錄  （2001年11月22日發售）
5. 第11話 - 第13話收錄 （2001年12月21日發售）

DVD-BOX
（2006年1月25日發售）
全話收錄DVD 3片裝。